# Aéroport Nikola-Tesla de Belgrade
Pour les articles homonymes, voir BEG.
L'aéroport international Nikola Tesla (code IATA : BEG • code OACI : LYBE) est le principal aéroport de la ville de Belgrade, c'est par ailleurs l'aéroport serbe le plus fréquenté. C'est la principale plate-forme de correspondance de la compagnie Air Serbia.
L'infrastructure est capable d'accueillir 5 millions de passagers. L'aéroport a accueilli plus de 2,76 millions de passagers en 2022 avec plus de 87 destinations sur les quatre continents dont des vols directs vers Tianjin en Chine.
En 2017, le groupe français Vinci rachète les droits d'exploitation pour 25 ans pour la somme de 1,4 milliard €. Depuis le développement de Air Serbia, l'aéroport était devenu le plus important aéroport des Balkans, Vinci souhaiterait d'ici 2025 augmenter sa fréquentation à 15 millions, pour devenir le hub de la société en Europe du Sud-Est et sur les routes du Proche et Extrême-Orient.

## Histoire

### Premiers aérodromes
Le premier aérodrome de Belgrade a été inauguré en 1910 dans le quartier de Banjica et a été initialement utilisé par des pionniers de l'aviation tels que Simon[Qui ?], Maslenikov[Qui ?], Vidmar[Qui ?] et Čermak[Qui ?]. Deux ans plus tard, un hangar en bois a été construit pour l'armée de l'air serbe, qui était à l'époque engagée dans la première guerre balkanique contre l'empire ottoman. En 1914, l'aérodrome de Banjica était la base de l'escadron de l'armée de l'air serbe et de la compagnie de ballons. Après la fin de la Première Guerre mondiale, l'aérodrome de Banjica a été utilisé pour le trafic postal aérien et a inclus les routes Novi Sad – Belgrade – Niš – Skopje et Belgrade – Sarajevo – Mostar.
En 1911, un autre aérodrome a été inauguré à Belgrade, dans la ville basse de la forteresse de Kalemegdan à l'emplacement de l'actuel planétarium de Belgrade.

### Aéroport de Surčin
Le nouvel emplacement de l'aéroport était sur le plateau de Surčin, à 15 km  du centre-ville de Belgrade. Grâce à la vision originale des planificateurs, deux conditions pour le développement de l'aéroport ont été remplies : un emplacement a été choisi qui répond aux exigences de navigation, météorologiques, de construction, techniques et de trafic et les besoins spéciaux pour le développement à long terme de l'aéroport ont été établis.
La construction du nouvel aéroport a commencé en avril 1958 et a duré jusqu'au 28 avril 1962, date à laquelle il a été officiellement inauguré par le président Josip Broz Tito. Au cours de cette période, une piste de 3 000 mètres de long a été construite, avec la voie de circulation parallèle et des aires de trafic en béton pour seize avions. Le bâtiment de l'aérogare occupait une superficie de 8 000 m2. Des espaces de stockage de marchandises ont également été construits, ainsi qu'un bloc technique avec la tour de contrôle du trafic aérien et d'autres installations annexes. Un équipement de navigation moderne a été installé, ce qui a valu à l'aéroport la plus haute classification internationale selon l'Organisation de l'aviation civile internationale.
L'aéroport a stagné dans les années 1990 après le déclenchement des guerres yougoslaves et les sanctions des Nations unies imposées à la Serbie et au Monténégro. Les sanctions comprenaient également une interdiction de voyager en avion. L'aéroport avait un mouvement minimal de passagers et de nombreuses installations avaient besoin de réparations.
Avec un changement de gouvernement et de sentiment international, le trafic aérien normal a repris en 2001. Quelques années plus tard, le terminal 2 de l'aéroport a subi une reconstruction majeure. La piste a été modernisée en CAT IIIb en 2005, dans le cadre d'un vaste projet de rénovation. CAT IIIb est le dernier système de piste, offrant aux avions la sécurité d'atterrir pendant le brouillard et les tempêtes. En 2006, l'aéroport a été rebaptisé Aéroport Nikola Tesla de Belgrade. Nikola Tesla était un inventeur et un scientifique serbo-américain, généralement considéré comme l'un des inventeurs les plus célèbres du monde. La construction du nouveau centre de contrôle du trafic aérien s'est achevée en 2010. En 2011, les actions de l'aéroport Nikola Tesla de Belgrade (AERO) ont commencé à se négocier à la bourse de Belgrade (BELEX).

### 2012-présent
En 2012, les travaux de modernisation et d'agrandissement de l'aéroport ont commencé. Il a porté sur l'agrandissement et la reconstruction des zones de départ et de transit des portes A et C. En conséquence, 2 750 mètres carrés supplémentaires  ont été ajoutés. Les passerelles aux portes A et C ont également été remplacés.
En outre, il y avait des plans pour la construction d'une nouvelle tour de contrôle car la tour de contrôle aérien actuelle a été construite en 1962. L'expansion future des terminaux actuels devrait voir 17 000 m2 supplémentaires ajoutés, le terminal 2 recevant quatre passerelles supplémentaires.
En janvier 2018, le gouvernement serbe a accordé une concession de 25 ans de l'aéroport Nikola Tesla de Belgrade à l'opérateur aéroportuaire français Vinci Airports pour un montant de 501 millions d'euros. Le 21 décembre 2018, Vinci a officiellement repris l'aéroport. Pour l'année civile 2018, l'aéroport Nikola Tesla de Belgrade a enregistré une augmentation considérable de ses revenus et de son bénéfice net, en raison de la transaction Vinci Airports.
En août 2024, lors d'un déplacement officiel en Serbie, le président français Emmanuel Macron inaugure, aux côtés du président serbe Aleksandar Vučić, l'achèvement des travaux de modernisation en profondeur de l'aéroport, menés par Vinci Airports. Le terminal a été revu sur plus de 40 000 m2, 12 nouvelles portes d'embarquement ont été ajoutées et les accès ont été repensés. Ces travaux placent Nikola Tesla dans le haut du panier des aéroports de l'est de l'Europe.

## Terminaux
L'aéroport a deux terminaux ont une superficie combinée de 33 000 m², le terminal 2 étant le plus grand des deux, les terminaux adjacents sont reliés par un couloir. L'aéroport dispose de 84 comptoirs d'enregistrement et de 27 portes (dont 16 sont équipées de passerelles).

### Terminal 1
Le terminal 1 (T1) était le terminal d'origine et le seul lorsque l'aéroport a été construit. Le terminal a géré des vols intérieurs à l'époque de la Yougoslavie et de la Serbie-et-Monténégro, et est par la suite utilisé pour des vols internationaux, principalement par des compagnies aériennes à bas prix et charters. Le terminal a subi une rénovation majeure en 2016 et 2017 lorsque l'intérieur a été révisé.

### Terminal 2
Le terminal 2 (T2) a été construit en 1979 pour le nombre croissant de passagers de l'aéroport. Le terminal a une capacité de 5 millions de passagers. Le terminal contient des bureaux de compagnies aériennes, des bureaux de transfert et divers magasins de détail. Le terminal a subi deux rénovations majeures: de 2004 à 2006, avec les zones d'arrivée et de départ du terminal entièrement reconstruites, et une autre en 2012 et 2013 lors de travaux d'agrandissement et de révision de la plate-forme C. Bien que cela ne soit pas officiellement confirmé, on pense que le T1 révisé sera utilisé par des transporteurs étrangers, tandis qu'Air Serbia et Etihad Airways gagneraient l'utilisation exclusive du terminal 2.

## Situation
| Belgrade Niš Morava |

## Compagnies aériennes et destinations

### Passagers
| Compagnies                    | Destinations |
| ----------------------------- | --- |
| Aegean Airlines               | Athènes E.-Venizélos En saison: Héraklion-N. Kazantzákis, Rhodes-Diagoras |
| AeroItalia                    | En saison: Forlì |
| Air Cairo                     | Hurghada |
| Air Montenegro                | Podgorica, Tivat |
| Air Serbia                    | - Amsterdam, - Ankara Esenboğa, - Athènes E.-Venizélos, - Banja Luka, - Barcelone-El Prat, - Berlin-Brandebourg, - Bologne-Borgo Panigale, - Bruxelles-National, - Bucarest-H. Coandă, - Budapest-Ferenc Liszt, - Catane-Fontanarossa, - Chicago-O'Hare, - Cologne/Bonn-K. Adenauer, - Copenhague-Kastrup, - Düsseldorf, - Florence-Peretola, - Francfort, - Göteborg, - Hambourg-H.-Schmidt, - Hanovre, - Istanbul, - Izmir-A. Menderes, - Kazan, - Cracovie-Jean-Paul II, - Krasnodar-Pashkovsky, - Larnaca, - Le Caire, - Ljubljana-Jože Pučnik, - Londres-Heathrow, - Lyon-Saint-Exupéry, - Madrid-Barajas, - Malaga-Costa del Sol, - Malte, - Marseille-Provence, - Milan-Malpensa, - Moscou Chérémétiévo, - Naples-Capodichino, - New York-John F. Kennedy, - Niš Constantin-le-Grand, - Nuremberg-A. Dürer, - Oslo-Gardermoen, - Palerme Falcone-Borsellino, - Paris-Charles de Gaulle, - Podgorica, - Prague-Václav-Havel, - Rome Léonard-de-Vinci/Fiumicino, - Saint-Pétersbourg-Poulkovo, - Sarajevo-Butmir, - Skopje, - Sotchi-Adler, - Sofia-Vrajdebna, - Stockholm-Arlanda, - Stuttgart, - Tel Aviv - Ben Gourion, - Thessalonique-Makedonía, - Tianjin Binhai, - Tirana-Mère-Teresa, - Tivat, - Valence, - Venise - Marco Polo, - Vienne-Schwechat, - Zagreb-Pleso, - Zurich En saison : - Bari-Karol Wojtyła, - Corfou-I. Kapodístrias, - Dubrovnik - Héraklion-N. Kazantzákis, - La Canée I.-Daskaloyánnis, - Ohrid-Saint-Paul-l'Apôtre, - Palma de Majorque, - Pula, - Rhodes-Diagoras, - Rijeka, - Rostov-sur-le-Don/Platov, - Salzbourg-W. A. Mozart, - Split, - Trieste/Frioul, - Varna, - Zadar En saison charter: - Antalya, - Bodrum-Milas, - Charm el-Cheikh, - Dalaman, - Hurghada, - Ioannina, - Karpathos, - Céphalonie, - Kos, - Monastir, - Prévéza-Aktion, - Sámos-Aristarque, - Santorin, - Skiathos-A. Papadiamándis, - Zante D.-Solomós |
| airBaltic                     | En saison: Riga |
| AJet                          | Ankara Esenboğa, Istanbul-S. Gökçen, Izmir-A. Menderes |
| Arkia                         | Tel Aviv - Ben Gourion |
| Austrian Airlines             | Vienne-Schwechat |
| easyJet                       | Paris-Charles de Gaulle (débute le 27 octobre 2025) |
| easyJet Switzerland           | Genève-Cointrin |
| Eurowings                     | En saison : Düsseldorf, Stuttgart |
| flydubai                      | Dubaï |
| FlyEgypt                      | En saison charter : Hurghada |
| Hainan Airlines               | Pékin-Capitale |
| Jazeera Airlines              | En saison: Koweït |
| KLM                           | Amsterdam |
| LOT Polish Airlines           | Varsovie-Chopin |
| Lufthansa                     | Francfort, Munich-F. J. Strauß |
| Luxair                        | Luxembourg-Findel |
| Norwegian Air Shuttle         | Oslo-Gardermoen, Stockholm-Arlanda |
| Pegasus Airlines              | Istanbul-S. Gökçen |
| Qatar Airways                 | Doha-Hamad |
| Swiss International Air Lines | Zurich |
| TAROM                         | Bucarest-H. Coandă |
| Tunisair                      | Tunis-Carthage |
| Turkish Airlines              | Istanbul |
| Wizz Air                      | - Abou Dabi, - Bâle-Mulhouse, - Barcelone-El Prat, - Bergame-Orio al Serio, - Berlin-Brandebourg, - Copenhague-Kastrup, - Dortmund, - Eindhoven, - Göteborg, - Hambourg-H.-Schmidt, - Karlsruhe/Baden-Baden, - Larnaca, - Lisbonne-H. Delgado, - Londres-Luton, - Malmö, - Malte, - Memmingen, - Nice-Côte d'Azur, - Paris-Beauvais, - Rome - G. B. Pastine (Ciampino), - Stockholm-Skavsta - Nyköping En saison : Héraklion-N. Kazantzákis, Zante D.-Solomós |

Édité le 16/10/2018  Actualisé le 14/02/2023

### Charter
| Compagnies                            | Destinations | Terminal |
| ------------------------------------- | --- | -------- |
| Aegean Airlines                       | Charter saisonnier : Corfou, Héraklion, Rhodes | 2 1      |
| Aviolet opéré par Air Serbia          | Charter saisonnier : Almería, Antalya, Bodrum, Catania, Céphalonie, La Canée, Corfou, Dalaman, Girona, Heraklion, Hurghada, Karpathos, Kos, Mytilene, Palerme, Palma de Mallorca, Rhodes, Santorin, Charm el-Cheikh, Skiathos, Zante | 1        |
| Corendon Airlines                     | Charter saisonnier : Antalya, Bodrum | 1        |
| Nouvelair                             | Charter saisonnier : Enfidha, Tunis | 1        |
| Turkish Airlines opéré par AnadoluJet | Charter saisonnier : Antalya | 2        |
| Yamal Airlines                        | Charter saisonnier : Moscou-Domodedovo | 2        |

## Chiffres et statistiques
Le graphique qui aurait dû être présenté ici ne peut pas être affiché car il utilise l'ancienne extension Graph, désactivée pour des questions de sécurité. Des indications pour créer un nouveau graphique avec la nouvelle extension Chart sont disponibles ici.

Voir la requête brute et les sources sur Wikidata.
| Années             | Passagers | Évolution | Cargo (t) | Évolution | Mouvements d'appareils | Évolution |
| ------------------ | --------- | --------- | --------- | --------- | ---------------------- | --------- |
| 2002               | 1,621,798 |           | 6,827     |           | 28,872                 |           |
| 2003               | 1,849,148 | 14 %      | 6,532     | 4 %       | 32,484                 | 13 %      |
| 2004               | 2,045,282 | 11 %      | 8,946     | 37 %      | 36,416                 | 12 %      |
| 2005               | 2,032,357 | 1 %       | 7,728     | 14 %      | 37,614                 | 3 %       |
| 2006               | 2,222,445 | 9 %       | 8,200     | 6 %       | 42,360                 | 13 %      |
| 2007               | 2,512,890 | 13 %      | 7,926     | 3 %       | 43,448                 | 3 %       |
| 2008               | 2,650,048 | 5 %       | 8,129     | 3 %       | 44,454                 | 2 %       |
| 2009               | 2,384,077 | 10 %      | 6,690     | 18 %      | 40,664                 | 8 %       |
| 2010               | 2,698,730 | 13 %      | 7,427     | 11 %      | 44,160                 | 9 %       |
| 2011               | 3,124,633 | 16 %      | 8,025     | 8 %       | 44,923                 | 2 %       |
| 2012               | 3,363,919 | 8 %       | 7,253     | 10 %      | 44,990                 | 0 %       |
| 2013               | 3,543,194 | 5 %       | 7,679     | 6 %       | 46,828                 | 4 %       |
| 2014               | 4,638,577 | 31 %      | 10,222    | 33 %      | 58,695                 | 25 %      |
| 2015               | 4,776,110 | 3 %       | 13,091    | 28 %      | 58,513                 | 0,3 %     |
| 2016 (01.01-31.01) | 290,580   | 5,8 %     | 795       | 30,6 %    | 4,176                  | 7,7 %     |

Source : Site officiel
Serbian AIP at Eurocontrol
| Ville         | Aéroport                                                        | Nombre de vols (Été 2015) | Compagnies aériennes                           |
| ------------- | --------------------------------------------------------------- | ------------------------- | ---------------------------------------------- |
| Tivat         | Aéroport de Tivat                                               | 50                        | Air Serbia, Montenegro Airlines                |
| Podgorica     | Aéroport de Podgorica                                           | 35                        | Air Serbia, Montenegro Airlines                |
| Vienne        | Aéroport de Vienne-Schwechat                                    | 33                        | Air Serbia, Austrian Airlines                  |
| Moscou        | Moscou-Cheremetievo                                             | 28                        | Aeroflot, Air Serbia                           |
| Istanbul      | Istanbul-Atatürk et Istanbul-Sabiha Gökçen                      | 25                        | Air Serbia, Pegasus Airlines, Turkish Airlines |
| Zurich        | Aéroport de Zurich                                              | 23                        | Air Serbia, Swiss International Air Lines      |
| Francfort     | Aéroport de Francfort                                           | 21                        | Air Serbia, Lufthansa                          |
| Athènes       | Aéroport international d'Athènes                                | 21                        | Aegean Airlines, Air Serbia                    |
| Paris         | Paris-Charles de Gaulle et Aéroport de Paris-Beauvais           | 17                        | Air Serbia, Wizz Air                           |
| Munich        | Aéroport de Munich-Franz-Josef Strauss et Aéroport de Memmingen | 16                        | Lufthansa Regional, Wizz Air                   |
| Abu Dhabi     | Aéroport international d'Abou Dabi                              | 14                        | Air Serbia, Etihad Airways                     |
| Varsovie      | Aéroport de Varsovie-Chopin                                     | 14                        | Air Serbia, LOT Polish Airlines                |
| Thessalonique | Aéroport de Thessalonique-Makedonía                             | 14                        | Air Serbia                                     |
| Zagreb        | Aéroport de Zagreb                                              | 14                        | Air Serbia                                     |
| Ljubljana     | Aéroport Jože Pučnik de Ljubljana                               | 14                        | Air Serbia                                     |
| Rome          | Rome-Fiumicino                                                  | 14                        | Air Serbia, Alitalia                           |
| Skopje        | Aéroport Alexandre-le-Grand de Skopje                           | 14                        | Air Serbia                                     |
| Bucarest      | Aéroport de Bucarest-Henri-Coandă                               | 13                        | Air Serbia, Tarom                              |

### Top des compagnies aériennes
| Rang                          | Compagnie aérienne            | Passagers en 2014 | %    | Évolution en % par rapport à 2013 |
| ----------------------------- | ----------------------------- | ----------------- | ---- | --------------------------------- |
| 1                             | Air Serbia                    | 2 347 923         | 50,6 | 68,00                             |
| 2                             | Wizz Air                      | 415 590           | 9,0  | 10,00                             |
| 3                             | Lufthansa                     | 283 867           | 6,1  | 6,00                              |
| 4                             | Montenegro Airlines           | 258 841           | 5,6  | 2,00                              |
| 5                             | Swiss International Air Lines | 203 518           | 4,4  | 10,00                             |
| 6                             | Autres compagnies             | 1 128 754         | 24,3 | 20,00                             |
| Source : aéroport de Belgrade |                               |                   |      |                                   |

## Photos

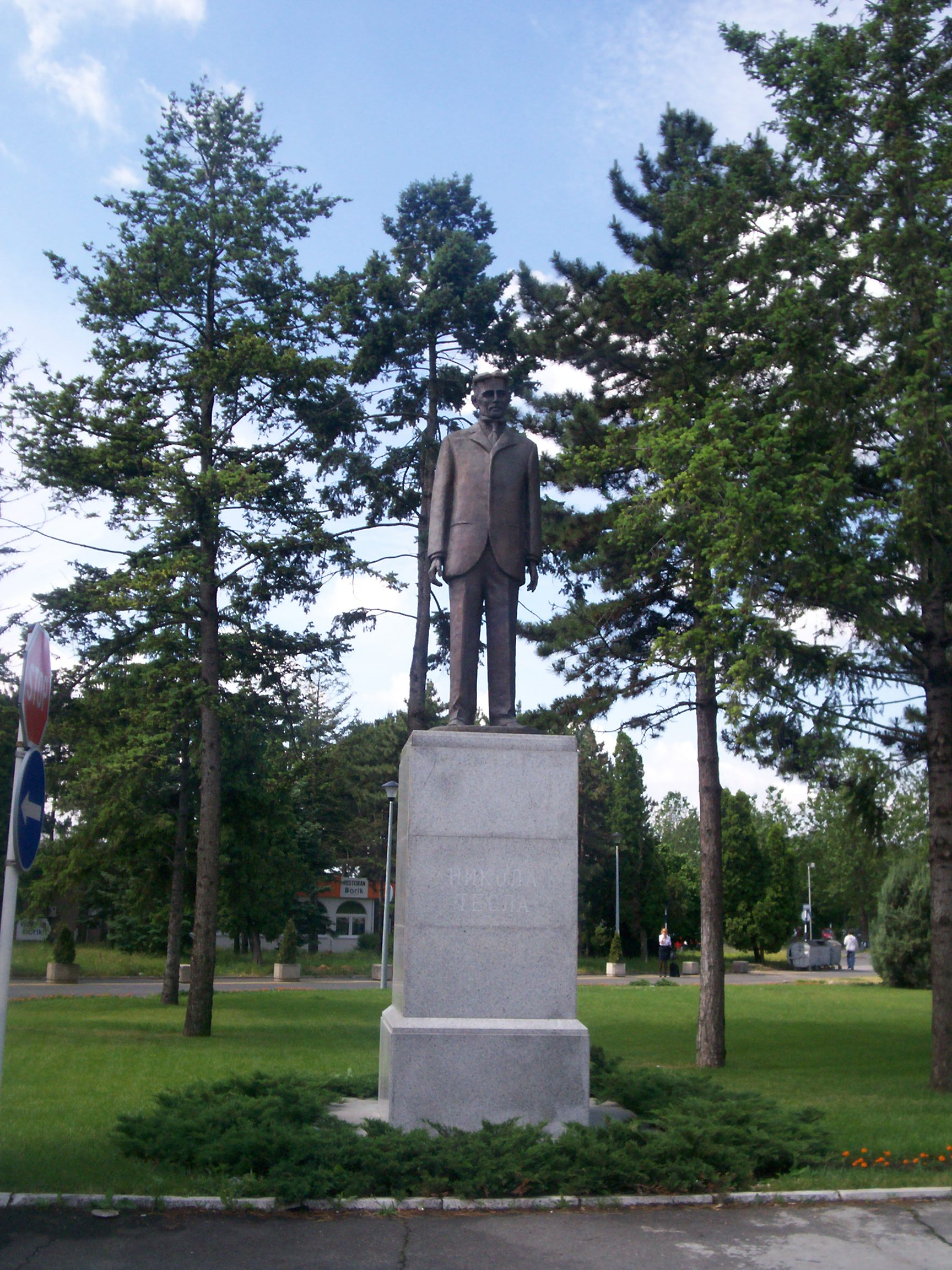
Statue de Nikola Tesla.

## Gestion
L'aéroport Nikola Tesla est géré par la société Aerodrom Nikola Tesla Beograd (code BELEX : AERO), dont le siège est à Belgrade. Cette société entre dans la composition du BELEX15 et du BELEXline, les deux indices principaux de la Bourse de Belgrade,.

### Historique
La société Aerodrom Nikola Tesla Beograd a été créée en 1961.

### Données boursières
Le 9 juin 2014, l'action de Aerodrom Nikola Tesla Beograd valait 595 RSD (5,15 EUR). Elle a connu son cours le plus élevé, soit 700 RSD (6,06 EUR), le 7 février 2011 et son cours le plus bas, soit 363 RSD (3,14 EUR), le 26 juin 2012.
De janvier à novembre 2014, l'action en bourse de l'aéroport N.Tesla a connu lui une flambée de 104,95 % sur la même période.
Le capital de Aerodrom Nikola Tesla est détenu à hauteur de 83,06 % par l'État serbe.